# Национален институт по администрация (Страсбург)
Националният институт по администрация (на френски: École nationale d'administration) едно от най-престижните френски висши училища. Той е създаден през 1945 г., за да демократизира достъпа до обществена услуга на високо ниво. В момента институцията отговаря за подбора, първоначалното и продължаващото обучение на френски и международни ръководители. Той е символ на републиканската меритокрация, която предлага на бившите си студенти достъп до ключови ръководни позиции в държавата.
В Страсбург всяка година се провеждат 80-100 студенти, а в Страсбург освен стотина чуждестранни студенти има около 60 магистри и магистърски специалности. Всеки от тях предлага кратко допълнително обучение в Париж. Бившите ученици на училището се наричат „енарки“ (énarques).

## Известни възпитаници
- Джулиан Кинг, британски дипломат
- Еманюел Макрон, френски политик
- Реймон Арон, френски философ, социолог и журналист